# Người Komi
Người Komi (tiếng Komi: комияс, komiyas), người Komi-Zyrian (hay người Zyrian), là một dân tộc thuộc nhánh Permi, có vùng cư trú truyền thống ở phía đông bắc của phần nước Nga thuộc châu Âu, xung quanh lưu vực sông Vychegda, Pechora và Kama. Họ chủ yếu sống ở Cộng hòa Komi, Perm Krai, Murmansk Oblast, Khu tự trị Khantia-Mansia, và Yamalo-Nenets ở Liên bang Nga.
Người Komi thuộc nhánh Permi của nhóm dân tộc Finn-Ugria và được chia thành tám nhóm phụ. Nhóm phụ cực bắc của họ còn được gọi là Komi-Izhemtsy (từ tên sông Izhma) hoặc Iz'vataz. Số lượng nhóm này là 15.607 (2002). Nhóm này khác biệt với nền kinh tế dựa vào tự cung tự cấp, truyền thống hơn bao gồm chăn nuôi tuần lộc. Người Komi nói tiếng Komi (коми кыв), một ngôn ngữ thuộc Ngữ hệ Ural.